# 圣米歇尔德杜布勒
圣米歇尔德杜布勒（法語：Saint-Michel-de-Double，法語發音：[sɛ̃ miʃɛl də dubl]）是法国多尔多涅省的一个市镇，属于佩里格区。

## 地理
圣米歇尔德杜布勒（45°4'47"N, 0°17'21"E）面积29.48 平方千米，位于法国新阿基坦大区多爾多涅省，该省份为法国西南部内陆省份，是法國本土面积第三大的省，大致对应佩里戈尔地区，北起顺时针与夏朗德省、上维埃纳省、科雷兹省、洛特省、洛特-加龙省、吉倫特省和滨海夏朗德省接壤。
与圣米歇尔德杜布勒接壤的市镇（或旧市镇、城区）包括：埃舒尼亚克、圣巴泰勒米-德贝勒加德、圣洛朗德索姆、圣马丹拉斯捷、圣艾蒂安-德皮科尔比耶、圣安德烈德杜布勒、拉热迈-蓬泰罗、拉热迈。

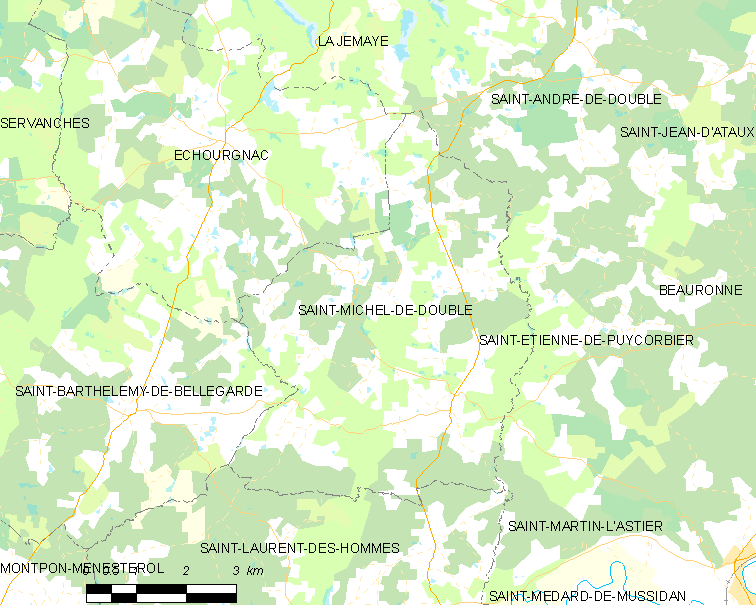
圣米歇尔德杜布勒的OSM定位图

圣米歇尔德杜布勒的时区为UTC+01:00、UTC+02:00（夏令时）。

## 行政
圣米歇尔德杜布勒的邮政编码为24400，INSEE市镇编码为24465。

## 政治
圣米歇尔德杜布勒所属的省级选区为伊勒河谷县。

## 人口

1962-2008年间圣米歇尔德杜布勒人口变化图示

圣米歇尔德杜布勒于2022年1月1日时的人口数量为228人。